# Божий суд
Божий суд (Dei iudicium), также Ордалия (англосакс. ordæl — «приговор, суд», от лат. ordalium) в раннем Средневековье — способ выявления виновности, испытание огнём, раскалённым железом, водой (холодной и кипящей). Применялся, когда обычные судебные средства не давали нужных результатов.
Разновидность «Божьего суда» — судебный поединок. Между спорящими назначались поединки, считалось, что «высшие силы» обеспечат победу правому над лжецом и преступником. Если обвиняли женщину, то за неё мог заступиться какой-нибудь рыцарь. В основе Божьего суда лежит религиозное представление о том, что истина может быть установлена только вмешательством Бога. С течением времени (в Англии в XII веке, во Франции в XIII веке) «Божий суд» был заменён судом присяжных, но методы его применялись в дальнейшем инквизицией.
Есть свидетельства, что жизнь испытуемых страховали. Так, при испытании водой тело человека обматывали верёвкой и потом её тянули, чтобы тот не утонул. К испытаниям Божьего суда прибегали в исключительных случаях, когда сумма иска была очень высока.